# ワル (漫画)
『ワル』は、原作：真樹日佐夫・作画：影丸穣也による日本の漫画作品、またそれを原作とした映画である。本項では主に漫画・映画版について述べる。

## 概要
「ワル」と呼ばれる主人公の氷室洋二が、名門都立鷹ノ台高校を舞台に彼を更生しようとする学校との闘いを描いた学園ハードボイルド劇画。連載当時、『ワル』は現代社会に潜む不条理に対して、「不良」と呼ばれながらも自ら悪役となって闘う若者を主人公とした異色の学園漫画として人気を博した。後にシリーズ化され、『新書ワル』『ワル正伝』と続いていった。そして連載開始から35年後の2003年に、物語の完結編として『ワル最終章』が連載され、物語は完結された。
作画の影丸穣也は主人公・氷室洋二に思い入れが強いらしく、マンガ家入門のインタビューでは特に思い入れがあるキャラの一人と回答をしている。
『男組』と共に『ビー・バップ・ハイスクール』あたりの源流とも評される。

## 漫画シリーズ各編

### ワル
1970年から1972年まで『週刊少年マガジン』（講談社）で連載。単行本は講談社より全13巻（KC、講談社漫画文庫）。後に日本文華社からも全13巻で出版された。
日本有数の名門進学校・都立鷹ノ台高校は全国屈指の東大合格率を誇る有名校だった。ところが2年生氷室を中心とする不良生徒（ワル）たちが校内を壟断していた。校長の田所は氷室を中心としたワル達を更生させようとするが、氷室はこれに反発し学校側と戦いの日々を送る。そして、教師の宇津木を撲殺した氷室は少年刑務所に行くことになった。
『ワル序章』として実写化された。
講談社KCと講談社漫画文庫は一緒だが日本文華社はセリフの改編（浅丘ルリコ→松坂慶子）があったり、描き直し箇所がある。詩画「ワル絶唱」の詩と画、「ワル外伝」の予告扉等々が挿入されており講談社版とは違う箇所が多々ある。また日本文華社の13巻はまるまる「ワル外伝」（未収録1編あり）でKCと漫画文庫には収録されていないものである。

### ワル外伝
1971年に『別冊少年マガジン』（講談社）で連載。単行本は日本文華社の13巻に収録（未収録1話あり）、後に（講談社ピースKC ワルふたたび／ワル外伝）に全話収録。日本文華社版では収録部分が雑誌掲載順では無く、サブタイトルも雑誌掲載時とは異なる話もある。また未収録ページもある。氷室洋二の校外での活動を描く。世界観は後の『新書ワル』に通じるものがあり、数々の悪党と対峙する様子は『新書ワル』にも見受けられる。
本宮泰風主演で実写化された。

### ワルふたたび
1974年『劇画ゲンダイ』（講談社）掲載。『ワル』と『新書ワル』の間のストーリー。2013年に講談社ピースKC『ワルふたたび／ワル外伝』に収録。
無心塾の土地問題に氷室の謀略が冴え渡る作品。

### 新書ワル
1987年から1992年にかけて『プレイコミック』（秋田書店）に連載。単行本は秋田書店より全12巻。
『ワル』から数年後、大人になった氷室は実家にて美杉と同棲し、ヤクザの用心棒まがいのことをやっていた。戦いの中で氷室は仲間達と別れ、新たに道場を新宿にかまえる。こうして舞台も新宿に移る。
ワル氷室の「ワル」以降の無頼の日々を描いた『ワル』シリーズとしての最長作品。
白竜主演で実写化された。

### ワル正伝
1993年から1996年に『週刊実話』（日本ジャーナル出版）に連載
単行本は有朋堂より全7巻。スーパー格闘コミックシリーズとして刊行（発行：飯倉書房、発売：有朋堂）されたが、7巻以降は出版社倒産のため未刊行である（7巻発売の数ヶ月後には倒産）。刊行が続いていれば、全9巻で終わっていた模様。各巻の巻末には『ワル』についてと3ページにわたり、出版プロデューサーの名で荘田健一の解説がある。雑誌掲載時に広告が入っていた箇所は、単行本では新たに画が描かれている。また掲載時の扉ページも描き直し箇所がある。
『週刊実話』連載は4週1話完結の形式となっていた。当初は15ページの連載だったが、終盤は12ページの連載となり（12ページ時は5週1話）、全37話で完結した。
　
主人公の氷室に変化がみられ、ある意味、シリーズのターニングポイント的な作品。本編のサイドストーリー的な意味合いの、美杉麗子が登場の4巻と7巻にも、その変化の兆候が感じとられる。
刑務所から出所した氷室は（『新書ワルのラスト』で逮捕→服役）、服役中に知りえた更級十郎の世直し集団である地平同に加入し、悪党との激闘の日々を繰り広げる。更級が新婚旅行先の台湾で台湾マフィアに殺害されると、台湾に乗り込み仇を撃つ。直後に台湾警察に狙撃され湖底に消えて生死不明となる。
『ワル最終章』の単行本巻頭には、『ワル正伝』のあらすじおよび登場人物の紹介もある。また、その劇中においても、回想シーンで『正伝』でのことが描かれている箇所がある。
劇場作品『WARU』は『ワル正伝』の７巻後半部分と単行本未刊行部分がベースとなっているので、こちらでも単行本未刊行部分の箇所が補完できる。
清水宏次朗主演で実写化された。

### ワル最終章
2003年から2004年に『週刊実話』（日本ジャーナル出版）に連載
単行本はコアマガジンより全3巻。
『WARU』のタイトルでの実写映画化が決定した時、コンビニコミックの体裁で発売された。そのため、表紙などには同映画の主演俳優・哀川翔が大きく載っている。
各巻ともに本作のあらすじや登場人物の紹介、『ワル』『新書ワル』『ワル正伝』のあらすじや登場人物の紹介がある。最終巻には、作者の真樹日佐夫へのインタビュー記事が掲載されている。
『ワル正伝』より6年後の設定。台湾で羅青鵬を倒し湖底に消えたまま行方不明となっていた氷室が日本で生きていた。地平同の本部長となり、「ワル」としての最後のケジメをつける。

## 映像化作品
ワルは実写で合計12本の映像化がなされている。代表的なものとして1973年に『非情学園 ワル』（主演：谷隼人）『非情学園ワル 教師狩り』（主演：谷隼人）、1974年『非情学園ワル ネリカン同期生』（主演：谷隼人）、1993年『新書ワル』（主演：白竜）、1996年『ワル正伝』（主演：清水宏次朗）、1998年『ワル外伝』（主演：本宮泰風）、2004年『ワル序章』（主演：高橋祐也）、『ワル序章2』（主演：高橋祐也）2005年『悪WARU』（原作：「ワル最終章」 / 主演：哀川翔）などがある（各項目参照）。

### 非情学園ワル
東映東京撮影所製作／1973年3月31日公開／84分
同時上映：恐怖女子高校 暴行リンチ教室
スタッフ
- 企画：吉田達、高村賢治
- 脚本：松本功、山本英明
- 撮影：飯村雅彦
- 照明：桑名史郎
- 美術：北川弘
- 録音：長井修堂
- 編集：祖田富美夫
- 音楽：津島利章
- 主題歌：「ワルのテーマ」

作詞：山川啓介、作曲：いずみたく、唄：尾藤イサオ、発売：東芝EMI ETP-2806
- 助監督：福湯通夫
- 監督：三堀篤（第1回作品）

キャスト
- 氷室洋二：谷隼人
- 美杉麗子：渥美マリ
- 宇津木雄吉：田中邦衛
- 白石春美：テレサ野田
- 大関孫作：安岡力也
- 成川史郎：佐藤蛾次郎
- 黒須文三：飛世参治
- 前原：今井健二
- 四天王の一人：尾藤イサオ
- 氷室浩一：大下哲矢
- 山上：神太郎
- 刈田稔：大泉滉
- 大日向謙策：永井秀明
- 大日向昇：目黒祐樹
- 田所彦造：戸浦六宏
- 警察署長：丹波哲郎

製作他
- 岡田茂東映社長は鶴田浩二、高倉健の二枚看板で約10年大いに稼いだ東映任侠路線も転換期を迎えていると判断[2]。1972年に菅原文太、梅宮辰夫、千葉真一が若い観客層を動員し[2]、梶芽衣子の『さそり』でお客が若返ったと評価し[2]、1973年はこの新しい波をどう掴むか、頭を切り換えていき、主演級スターの個性に合った新しい企画、新しい路線の発掘を目標に掲げた[2]。1973年1月8日に東映本社で、社員を前に「昭和48年度経営方針」を発表し[3][4]、「今年は新しい大衆嗜好の感覚に則して新しい企画路線の開拓、新しい映画作りを思い切ってやる。この方向付けの中で、鶴田浩二、高倉健、菅原文太、梅宮辰夫のほか、千葉真一、松方弘樹、渡瀬恒彦、梶芽衣子、池玲子、杉本美樹らを第一線へ。谷隼人、中村英子他の新人を押し上げる」などと発表[3][4][5]、谷隼人の主演作として製作が決まった[6]。

- 梶芽衣子主演で大ヒットした『さそり』で掘り起こした新しい観客層、これまでの映画にあきたらない若い層にアッピール（原文ママ）する映画として「衝撃の劇画路線」新シリーズと告知された[6]。配役には非情と孤愁が心の中に絡み合い、手負い獅子のように誰かれなく爪を立てる主人公ワル氷室洋二に谷隼人、学業、スポーツなどいずれをとっても秀でるエリート中のエリート生徒大日向昇に目黒祐樹、ワルに恐れながらも憐憫からか、母性愛からか秘かにワルを愛しながら傷つき自殺する女高生白石春美にテレサ野田、ワルのとりまき不良学生に安岡力也、佐藤蛾次郎、尾藤イサオなど、またワル達をワクの中に引き戻し"期待される人間像"に仕立て上げようとあらゆる手練手管を尽くしてワルに近づく教師に田中邦衛と東映初出演の渥美マリが扮し、異色のキャスト陣を配した。また若い感覚で映像化する意味から監督には新人・三堀篤を抜擢した[6]。三堀は「ある種の青春映画だと思う。ぎりぎり身体いっぱいぶつかって生きている瀕死の青春蔵、必死の生きざまを甘くなく激しく描きたい」と述べた[6]。

- 1973年2月、東映が新しい映画シリーズとして製作を発表と書かれた記事や[7]、『月刊平凡』1973年5月号の本作紹介記事に「谷隼人主演のワルシリーズ第一弾！！」と書かれていることから[8]、最初からシリーズものとして製作されたと見られる[7]。

- 谷隼人は1970年の「夜の歌謡シリーズ」辺見マリの「経験」の映画化[注 1]に初主演して[10]、その後主演作は空いたが[10]、当時トレーニングのため、住んでいた赤坂にあった空手の和道流に通っていたという話が東映幹部に伝わり、「谷にやらせろよ」と本作で第二弾主演（シリーズ）を勝ち取った[10]。原作の真樹日佐夫からも「あいつなら氷室にいいだろう」とお墨付きをもらった[10][11]。27歳で高校生を演じる。立ち回りは1作目は日尾孝司、2、3作目はJACの西本良治郎に付けてもらった[10]。谷演じる氷室が発する「ちゃちいぜ」が決めぜりふ[10]。

- 高瀬将嗣は「この作品あたりから学ランのカラーが高くなって、丈の長いものが散見できるようになった」「主演の谷隼人は劇画版に雰囲気をよく伝えていたが、まだ着崩し系と混在しており、いかんせん長髪。現実（の不良）とのギャップは完全に埋められていなかったように思う」「当時の東京の不良生徒に長髪はいなかった。スポーツ刈りかアイパー、もしくは二グロパーマ（極端に短いチリチリヘア）で決めていた。制服の前ははだけることなくカラーのホックはしっかり止め、ズボンはプレスして靴はピッカピカだった」などと話している[12]。

- 杉作J太郎が2016年に故郷松山市のシネマルナティックと東京池袋の新文芸坐で「杉作J太郎のジャスティス映画学園」を行う際、東映に本作のフィルムの貸し出しを頼んだら、東映から「ネガはあるが、上映用プリントはない。『非情学園ワル 教師狩り』と『非情学園ワル ネリカン同期生』はある、と言われたため、2作目、3作目のみの上映となった[10]。

### 非情学園ワル 教師狩り
東映東京撮影所／1973年7月29日公開／83分
同時上映：女囚さそり けもの部屋
スタッフ
- 企画：吉田達、高村賢治
- 脚本：松本功、山本英明
- 撮影：中島芳男
- 照明：元持秀雄
- 美術：中村修一郎
- 録音：長井修堂
- 編集：祖田富美夫
- 音楽：津島利章
- 主題歌：「ワルのテーマ」

作詞：山川啓介、作曲：いずみたく、唄：尾藤イサオ、発売：東芝EMI ETP-2806
- 助監督：橋本新一
- 監督：三堀篤

キャスト
- 氷室洋二：谷隼人
- 美杉麗子：渥美マリ
- 宇津木雄吉：三角八朗
- 大関孫作：安岡力也
- 成川史郎：佐藤蛾次郎
- 清水勇：尾藤イサオ
- 武見順平：小野進也
- 氷室浩一：大下哲矢
- 刈田稔：相馬剛三
- 武見総太郎：水島道太郎
- 島建作：佐藤允
- 氷室洋之進：安部徹

製作他
- キャッチコピーは「右腕一本へし折らせてもらうぜ！ 居直りの一匹狼ワルの怒りが爆発 冷酷、非情な氷室洋二に柔道五段の新任教師が挑戦した 武装麻薬団の抗争に斬りこむ実録シリーズ」[13]。

- 主役の谷隼人はほとんど喋らず、中盤1時間ぐらいセリフなし[1]。同時上映は、梶芽衣子主演の「女囚さそりシリーズ」第3弾『女囚さそり けもの部屋』で、主役がほとんど喋らない異例の二本立てとなった[1]。

- この2作目あたりから、谷は松岡きっこと付き合い始めた[11]。谷はかねてから東映の看板スターになりたいという気持ちが強く[11]、主役の責任感から撮影中は松岡とは頑なに会わず、終わったら皆でトルコに行っていたという[11]。

### 非情学園ワル ネリカン同期生
東映東京撮影所／1974年3月30日公開／84分
同時上映：ジーンズブルース 明日なき無頼派
スタッフ
- 企画：吉田達、高村賢治
- 脚本：松本功、山本英明
- 撮影：稲田喜一
- 照明：川崎保之丞
- 美術：藤田博
- 録音：小松忠之
- 編集：祖田富美夫
- 音楽：津島利章
- 主題歌：「季節はずれの赤いバラ」
- 挿入歌：「狼は二度吠える」

作詞：たかたかし、作曲・編曲：馬飼野俊一、唄：谷隼人、発売：CBS・ソニー SOLB-124
- 助監督：橋本新一
- 監督：三堀篤

キャスト
- 氷室洋二：谷隼人
- 和田ユキ：中川三穂子
- 和田真弓：川村真樹
- 流安雄：安岡力也
- 川原：佐藤蛾次郎
- 小鹿：八名信夫
- 寺島：田口計
- 西原：福岡正剛
- ミスター：和田浩治
- 大丸正：室田日出男
- 榊俊太郎：中丸忠雄
- 東盟会会長：安藤昇

製作
- タイトル中に使用されたネリカンとは、東京少年鑑別所を指す[1][10]。

興行
- 谷隼人は「1作目は大ヒットし、2作目もさそりとの併映で大ヒットしたことから、（自身の性格から）かなり横柄になり、3作目では打ち合わせから参加し、かなり意見した。自分で入れ込んで全部オレが責任取るみたいな姿勢でやっていたから、3作目のとき東映幹部から『谷くん、これでお客が入らなかったらどうなるの？』と言われ、『責任取らなきゃいけないんじゃないですか？』と啖呵を切ってしまい、3作目がお客が入らなかったため、責任を取って東映を退社した」と話している[11]。

## 影響
BOØWYの元ヴォーカリストでロックミュージシャンの氷室京介の「氷室」は、『ワル』の主人公「氷室洋二」に由来している。

## ソフト化状況
- 版権に問題があり[11]、真樹日佐夫の遺族がソフト化にOKしないとされ[11]、3作品ともソフト化されたことはないとされる[10][11]。